# Katya
För dragshowartisten, se Katya Zamolodchikova.
Katya är ett släkte av spindlar. Katya ingår i familjen hoppspindlar.
Kladogram enligt Catalogue of Life:
| Katya | \| \| Katya ijensis \| \| \| \| \| \| Katya inornata \| \| \| \| |
|       | \| \| Katya ijensis \| \| \| \| \| \| Katya inornata \| \| \| \| |
|       | Katya ijensis                                                    |
|       |                                                                  |
|       | Katya inornata                                                   |
|       |                                                                  |